# Bugía
Bugía o Bujía (Bgayet en cabilio, بجاية Biŷāya en árabe, transcrito oficialmente Béjaïa de acuerdo con la fonética francesa, Bougie en francés (casi en desuso), Vaga en fenicio, Saldae en latín) es una ciudad de Argelia, situada en la Cabilia al pie del monte Gouraya y a orillas del Mediterráneo. Es la capital de la wilaya del mismo nombre (departamento o provincia de Bugía).
Con 177 988 habitantes en 2008, es la mayor ciudad de Cabilia. Es un polo industrial de posición geoestratégica importante, con un puerto petrolero y comercial en el Mediterráneo. Cuenta asimismo con un aeropuerto internacional, el aeropuerto Soummam-Abane Ramdane, cuyo código IATA es BJA. La wilaya de Bugía tiene 3268 km² y 912 577 habitantes.
Es la sede de la Universidad de Bugía, llamada Universidad Abderrahmane Mira, que fue fundada en 1983.

## Historia

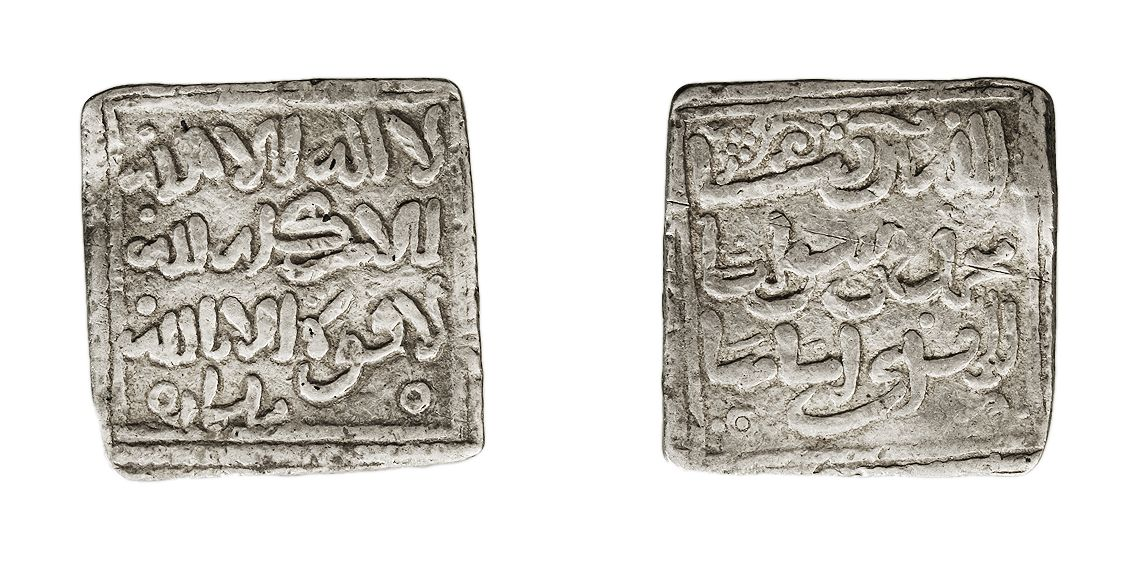
Dírham almohade acuñado en Bugía.

Bugía es una de las ciudades más antiguas de Argelia. Fue fundada en 26/27 a. C. por el emperador romano Augusto con el nombre de Julia Augusta Saldensium Septimana Immunis (Saldae), y fue incorporada a la Mauritania Cesariense en 42 d. C. En la Edad Media fue uno de los puertos más prósperos del Mediterráneo y se hizo famosa por la calidad de su cera de abeja para candelas (bujías). Las palabras bougie ("vela" en francés) y "bujía" provienen del nombre de esa ciudad.
Hacia fines del siglo XII Guillermo Bigollo, padre de Leonardo Bigollo, conocido como Fibonacci,  tenía un puesto comercial en esta ciudad. Es probable que Fibonacci haya pasado, en su niñez y juventud, largas temporadas en Bugía y seguramente fue allí donde entró en contacto con el sistema de numeración indo-arábigo. Sistema que después él difundiría en Europa.   
Bugía fue conquistada por la Corona de Castilla en 1510 y luego conquistada por el Imperio otomano en 1555. En el siglo XIX pasó a manos de Francia hasta la Independencia de Argelia en 1962.